# Sheykhlān-e Pā'īn
Sheykhlān-e Pā'īn (persiska: شِيخلانِ سُفلَى, شيخلان پائین, Sheykhlān-e Soflá) är en ort i Iran.   Den ligger i provinsen Östazarbaijan, i den nordvästra delen av landet, 500 km nordväst om huvudstaden Teheran. Sheykhlān-e Pā'īn ligger 666 meter över havet och antalet invånare är 323.
Terrängen runt Sheykhlān-e Pā'īn är huvudsakligen kuperad. Sheykhlān-e Pā'īn ligger nere i en dal. Runt Sheykhlān-e Pā'īn är det ganska glesbefolkat, med 42 invånare per kvadratkilometer. Närmaste större samhälle är Abīsh Aḩmad, 4,9 km öster om Sheykhlān-e Pā'īn. Trakten runt Sheykhlān-e Pā'īn består till största delen av jordbruksmark.